# Blue Mountain State
Blue Mountain State er en amerikansk komedieserie, som havde premiere i amerikansk TV på Spike d. 11. januar 2010. I Danmark vises serien på MTV, hvor dens første sæson havde premiere d. 18. april 2010. Blue Mountain State produceres af Lionsgate Television.

## Hovedpersoner
- Alex Moran (Darin Brooks): Alex spiller quarterback for holdet Blue Mountain State team. I forhold til de andre spillere, ser Alex ikke sin plads i amerikansk fodbold som en mulighed for NFL og han er glad for at tilbringe hans dage som en back-up spiller med et liv som en almindelig skoledreng ved siden af. I stedet for, er Alex klar på at have så meget sjov som muligt mens han går på college, hvilket inkluderer en hulens masse fester og sex. Alex kommer fra Cheyenne. Hans person er løst baseret på Josh Duhamels liv som en 'second string quarterback' på Minot State University.

- Sammy Cacciatore (Chris Romano): Holdets maskot (Mounty, The Mountain Goat Mascot) og Alex' værelseskammerat. Sammy er konstant på jagt efter piger og undskyldninger for at kunne feste, hvilket ofte fører ham i forkerte retninger. Ligesom Alex, voksede Sammy også op i Wyoming.

- Thad Castle (Alan Ritchson): Er en junior linebacker/holdkaptajn fra Connecticut. Thad er ikke så velset af sine holdkammerater, da han har en tendens til at mobbe, når tingene ikke går, som han vil have det. Dog har han stor respekt for sit hold og ved, hvad der skal til for at være en leder i desperate situationer, som i afsnittet "Ransom". Hans far døde i militæret, mens han var udstationeret i Bosnien. Her havde faderen en affære, der resulterede i Thads attraktive halvsøster, Alma som han er meget beskyttende overfor.

- Radon Randell (Page Kennedy) (sæson 2) : Radon er den nye førsteårsstuderende, der spiller quarterback fra Detroit, hvis talent kommer fra hans oprørende opførsel og store ego. Han har tidligere været i fængsel og har engang fortalt, at han spiller amerikansk fodbold for Rikers.